# 追踪者游戏W2 美丽的仙女们
2024年7月17日，东京电视台宣布制作追蹤者遊戲W 職權騷擾的上司是我的前女友续篇。8月16日宣布剧名定为《追逐遊戲W2 綺麗的天女們》，并公布主视觉海报。剧集于2024年9月19日每周四（日本时间）深夜24:30分（中国时间为晚上23：30分）播出。是由菅井友香、中村百合香主演的深夜劇集。
2024年10月31日，东京电视台宣布于2025年3月12日发售第二季蓝光影碟及DVD影碟，特典包含制作特辑、剧集小册子。东京电视台特典还包含透明卡片2张，并在2025年2月19日前预订的顾客中抽选3名附赠剧集海报。
《追逐游戏W2 美丽的仙女们》片尾曲《L.o.v.e.》的CD已确定将于2024年11月12日20点起在中村百合香官方商品网站开始发售。漫画版将于2025年3月13日（周四）开始在cmoa漫画上上线。每隔一周开始连载！以电视剧故事为中心，满满的原创故事。你不知道的树和冬雨的故事就在这里。

## 剧情简介
春本树（菅井友香饰）和林冬雨（中村百合香饰）彼此相爱，又一度分离，在冬雨的丈夫林浩宇和女儿林月的理解下，她们终于得以重聚。为了填补无法见面时的空白期，她们聊了很多，互相拥抱，度过了幸福的时光。及后树的初恋对象夏突然出现。此外，冬雨的母亲依然不喜欢女儿与树的关系，并继续监视着她，使她们的关系蒙上不安的阴影。两人最终将如何走到一起，克服接二连三的挑战？

## 演员名单

### 主要演员
| 演员       | 角色   |
| 菅井友香   | 春本树 |
| 中村百合香 | 林冬雨 |

### 其他演员
| 演员       | 角色               |
| 秋山加奈   | 林月               |
| 菊地姬奈   | 七濑双葉           |
| 星野奈绪   | 高桥美咲           |
| 花柳希     | 久保结菜           |
| 黑谷友香   | 吕麻美             |
| 石川翔铃   | 小岛光             |
| 王玫子     | 林佳               |
| 儿玉遥     | 三木塔子           |
| 大迫莉榎   | 漫画家张淑玲的妹妹 |
| 山下容莉枝 | 春本树的外婆       |

#### チェイサーゲームW2
| 各話  | 放送日         | 副题                   | 封面文字                                                        | 监督     |
| ----- | -------------- | ---------------------- | --------------------------------------------------------------- | -------- |
| 第1話 | 2024年9月19日  | 最愛と再愛             | これはダメ？这样不行吗？                                        | 太田勇   |
| 第2話 | 2024年9月26日  | 紧闭的门扉彼端         | 独占させて？可以让我独占吗？                                    | 太田勇   |
| 第3話 | 2024年10月3日  | 有你就不幸             | 今 あなたが欲しい 现在我想要你                                  | 杉岡知哉 |
| 第4話 | 2024年10月10日 | 想见你、想见你、想见你 | あなたと、生きたい。想与你，一起生活下去。                      | 杉岡知哉 |
| 第5話 | 2024年10月17日 | 是梦是醒都喜欢你       | つめたくて、あつい 是冷的，又是热的                             | 井木義和 |
| 第6話 | 2024年10月24日 | 回忆之中总有你         | 「好き」 気づかないで、気づいて 「喜欢你」 不要注意到，注意到吧 | 井木義和 |
| 第7話 | 2024年10月31日 | 这么近又那么远         | 一緒にお風呂入ろ？ 我们一起洗澡吧？                             | 太田勇   |
| 第8話 | 2024年11月7日  | 命运我们来改变         | 私たちが見たい景色は 我们想看到的风景                           | 太田勇   |

## 音乐原声
| 歌曲名称 | 演唱       | 备注   |
| プリズム | Imase      | 主题曲 |
| L.o.v.e. | 中村百合香 | 片尾曲 |

## 见面会
| 日期          | 见面会           | 地点             | 备注                        |
| 2025年4月29日 | 树×雨 粉丝活动２ | ニッショーホール | 出演者：菅井友香 中村百合香 |

## 其他作品

### 杂志/写真集
| 年份   | 月份                                    | 杂志/ 写真集 | 备注 |
| 2024年 |                                         |              |      |
| 9月    | TVnavi 2024年10月号                     | 内页         |      |
| 9月    | 240904週刊TVガイド関東版 2024年 9/13 号 | 内页         |      |
| 9月    | IYU（アイユー）vol.04                   | 内页         |      |
| 9月    | TV LIFE10/2发售号（10/18号）            | 封底         |      |
| 9月    | TVnavi 11月号                           | 内页         |      |
| 10月   | Nylon Japan（12月号）                   | 封面         |      |
| 2025年 | 3月刊                                   | TheR中文版   | 封面 |

## 外部連結
- 「#チェイサーゲームW2 美しき天女たち」9/19(木)深夜24:30~放送スタート【テレ東公式】的X（前Twitter）（日語）
- 「ChaserGameW2_TH的X（前Twitter）（泰文）
- チェイサーゲームW2 美しき天女たち  （页面存档备份，存于） （日語）